# Gymnochila alluaudi
Gymnochila alluaudi là một loài bọ cánh cứng trong họ Trogossitidae. Loài này được Grouvelle miêu tả khoa học năm 1923.